# Stazione di Vercurago-San Girolamo
Stazione di Vercurago-San Girolamo vasútállomás Olaszországban, Lombardia régióban, Vercurago településen. Nevét a város védőszentjéről, Emiliáni Szent Jeromosról (San Girolamo) kapta.

## Vasútvonalak
Az állomást az alábbi vasútvonalak érintik:
- Lecco–Milánó-vasútvonal
- Lecco–Brescia-vasútvonal

## Kapcsolódó állomások
A vasútállomáshoz az alábbi állomások vannak a legközelebb:
- Stazione di Lecco Maggianico
- Stazione di Calolziocorte-Olginate